# Dicranota (Rhaphidolabis) neomexicana neomexicana
Dicranota (Rhaphidolabis) neomexicana neomexicana is een ondersoort van de tweevleugelige Dicranota (Rhaphidolabis) neomexicana uit de familie Pediciidae. De ondersoort komt voor in het Nearctisch gebied.